# Moise Mugisha
Moise Mugisha (Busogo, 1 september 1997) is een Rwandees wielrenner.

## Carrière
In augustus 2008 werd hij tiende in het eindklassement van de Ronde van Rwanda, op bijna acht minuten van winnaar Samuel Mugisha. In februari 2019 won hij de laatste etappe in de Ronde van de Belofte, met een voorsprong van meer dan twee minuten op nummer twee Santiago Montenegro. In de Ronde van Kameroen werd hij negentiende in het eindklassement en wist hij, met een voorsprong van negen punten op Jean Ruberwa, het bergklassement op zijn naam te schrijven. Na een derde plaats in het nationale kampioenschap op de weg behaalde Mugisha twee bronzen medailles tijdens de Afrikaanse Spelen: zowel in de ploegentijdrit als de individuele tijdrit werd hij derde. Zijn prestaties leverden hem een selectie op voor de wegwedstrijd voor beloften tijdens het wereldkampioenschap, die hij niet uitreed. In oktober won hij de derde etappe in de Ronde van Burkina Faso, waardoor hij de leiderstrui overnam van Bruno Araújo

## Overwinningen
2019
5e etappe Ronde van de Belofte
Bergklassement Ronde van Kameroen
3e etappe Ronde van Burkina Faso
2020
1e en 4e etappe Grand Prix Chantal Biya
2022
Eindklassement Ronde van Kameroen
2024
 Afrikaanse kampioenschappen wielrennen, gemengde ploegenestafette, elite

## Resultaten in voornaamste wedstrijden
|      | \| Jaar \| \| WK op de weg \| \| ---- \| \| ------------ \| \| 2022 \| \| opgave \| |              |
| Jaar |                                                                                     | WK op de weg |
| 2022 |                                                                                     | opgave       |